# Westport (Carolina del Nord)
Westport és una concentració de població designada pel cens dels Estats Units a l'estat de Carolina del Nord. Segons el cens del 2000 tenia 2.006 habitants.

## Demografia
Segons el cens del 2000, Westport tenia 2.006 habitants, 776 habitatges i 650 famílies. La densitat de població era de 252,3 habitants per km².
Dels 776 habitatges en un 32,2% hi vivien nens de menys de 18 anys, en un 77,3% hi vivien parelles casades, en un 4,5% dones solteres, i en un 16,2% no eren unitats familiars. En el 12,6% dels habitatges hi vivien persones soles el 4% de les quals corresponia a persones de 65 anys o més que vivien soles. El nombre mitjà de persones vivint en cada habitatge era de 2,58 i el nombre mitjà de persones que vivien en cada família era de 2,82.
Per edats la població es repartia de la següent manera: un 23,2% tenia menys de 18 anys, un 3,3% entre 18 i 24, un 27,8% entre 25 i 44, un 34% de 45 a 60 i un 11,6% 65 anys o més.
L'edat mediana era de 42 anys. Per cada 100 dones de 18 o més anys hi havia 98,1 homes.
La renda mediana per habitatge era de 81.232 $ i la renda mediana per família de 82.422 $. Els homes tenien una renda mediana de 51.571 $ mentre que les dones 31.016 $. La renda per capita de la població era de 34.189 $. Entorn del 2,7% de les famílies i el 5,3% de la població estaven per davall del llindar de pobresa.

## Poblacions més properes
El següent diagrama mostra les poblacions més properes.